# Elvan Böke
Elvan Böke (Turquia, 1986) és una biòloga molecular i genetista turca. Des de febrer de 2017 és la investigadora principal del laboratori de Biologia de l’Oòcit i Dormició Cel·lular al Centre de Regulació Genòmica (CRG) de Barcelona.
Böke va estudiar biologia molecular i genètica a la Universitat Tècnica de l’Orient Mitjà a Ankara, on va graduar-se com a la primera del seu curs i va rebre el premi 10 Joves Turcs Èxitosos (TOYP) de l'any 2018 en Ciència i Desenvolupament Tècnic. Böke va fer el doctorat en divisió cel·lular a Manchester, a l’Institut de Recerca pel Càncer. Posteriorment va realitzar una estada Postdoctoral en biologia de sistemes a Harvard. Ha rebut una beca del Consell Europeu d'Investigació.
Böke centra la seva investigació en la biologia dels oòcits, els quals asseguren la continuïtat de les espècies proporcionant el genoma femení, la majoria dels nutrients i la maquinària de neteja que l'embrió necessita després de la fecundació. L’objectiu del seu grup de recerca és revelar els mecanismes que empren els oòcits per mantenir-se funcionals/viables durant gairebé cinc dècades dins dels ovaris. Conèixer aquests mecanismes podria tenir aplicacions en la recerca sobre malalties neurodegeneratives, en la biologia cel·lular i ser clau en la fertilitat humana.
Va ser guardonada amb el premi Ciutat de Barcelona en Ciències de la Vida 2022 «per la seva contribució en el coneixement fonamental de la biologia cel·lular i el seu impacte en la investigació sobre fertilitat femenina i que obre nous camins de recerca en diferents camps».